# Tehetetlenségi tenzorok listája
A tehetetlenségi nyomaték tenzorok alábbi táblázata a főtengelyekre számított értékeket tartalmazza.
| Leírás | Ábra | Tehetetlenségi nyomaték tenzor |
| --- | ---- | --- |
| Tömör gömb {\displaystyle r\,} sugárral és {\displaystyle m\,} tömeggel                                                                             |      | {\displaystyle I={\begin{bmatrix}{\frac {2}{5}}mr^{2}&0&0\\0&{\frac {2}{5}}mr^{2}&0\\0&0&{\frac {2}{5}}mr^{2}\end{bmatrix}}}                                                |
| Gömbhéj {\displaystyle r\,} sugárral és {\displaystyle m\,} tömeggel                                                                                |      | {\displaystyle I={\begin{bmatrix}{\frac {2}{3}}mr^{2}&0&0\\0&{\frac {2}{3}}mr^{2}&0\\0&0&{\frac {2}{3}}mr^{2}\end{bmatrix}}}                                                |
| Egyenes körkúp {\displaystyle r\,} sugárral, {\displaystyle h\,} magassággal és {\displaystyle m\,} tömeggel                                        |      | {\displaystyle I={\begin{bmatrix}{\frac {1}{10}}mh^{2}+{\frac {3}{20}}mr^{2}&0&0\\0&{\frac {1}{10}}mh^{2}+{\frac {3}{20}}mr^{2}&0\\0&0&{\frac {3}{10}}mr^{2}\end{bmatrix}}} |
| Tömör téglatest {\displaystyle w\,} szélességgel, {\displaystyle h\,} magassággal, {\displaystyle d\,} hosszúsággal és {\displaystyle m\,} tömeggel |      | {\displaystyle I={\begin{bmatrix}{\frac {1}{12}}m(h^{2}+d^{2})&0&0\\0&{\frac {1}{12}}m(w^{2}+d^{2})&0\\0&0&{\frac {1}{12}}m(w^{2}+h^{2})\end{bmatrix}}}                     |